# Ruota di Falkirk

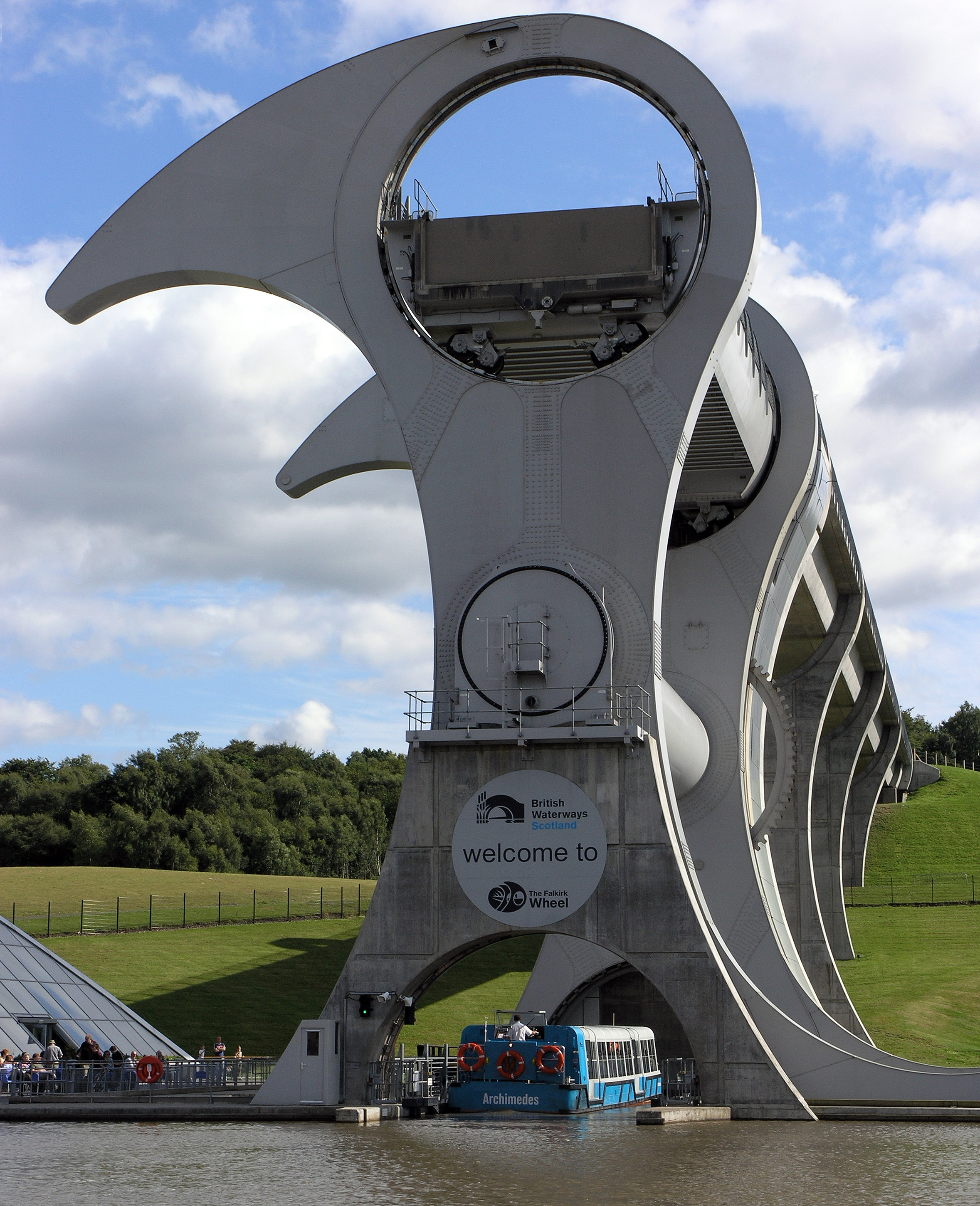
La Ruota di Falkirk

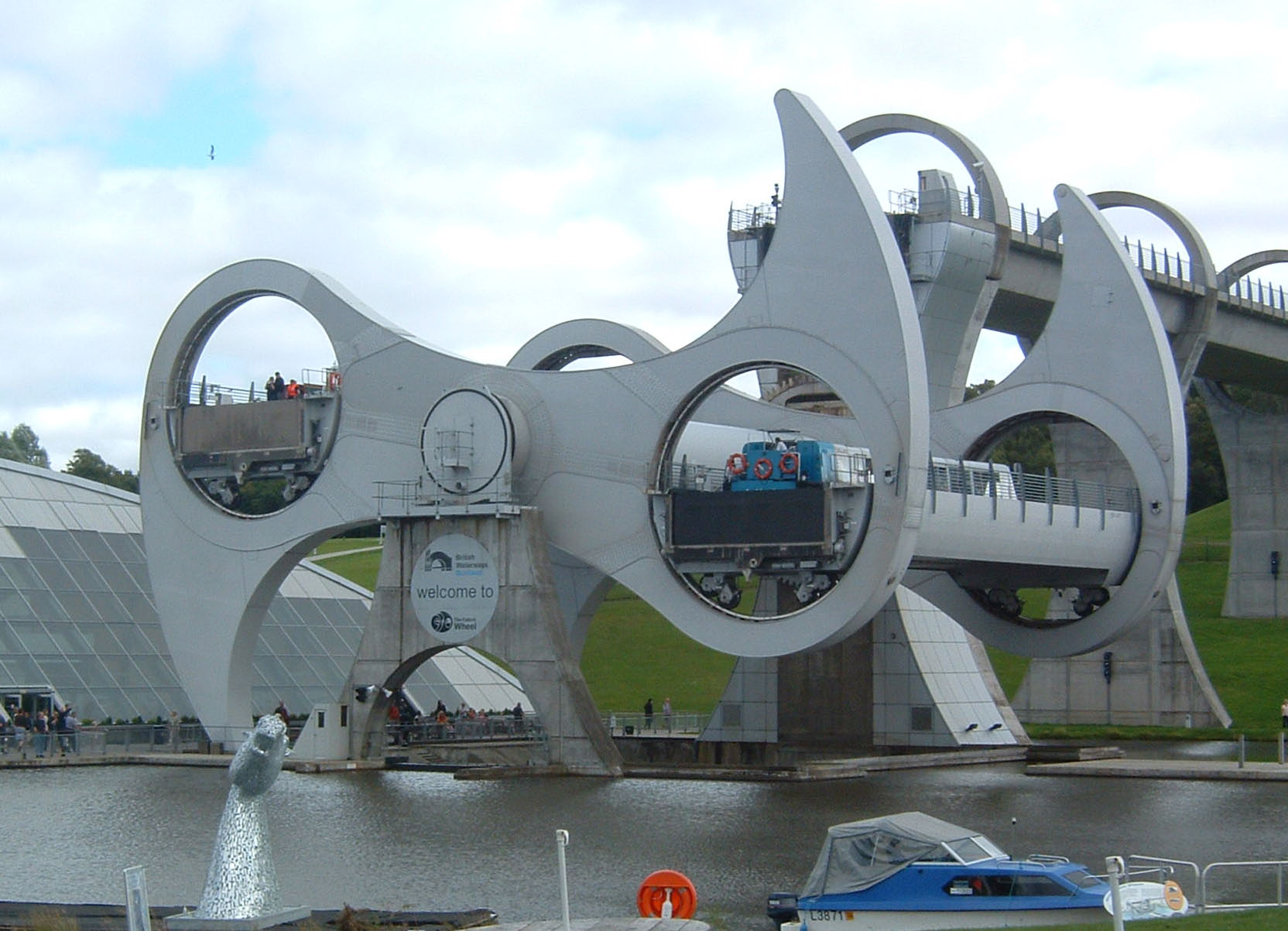
Metà rotazione

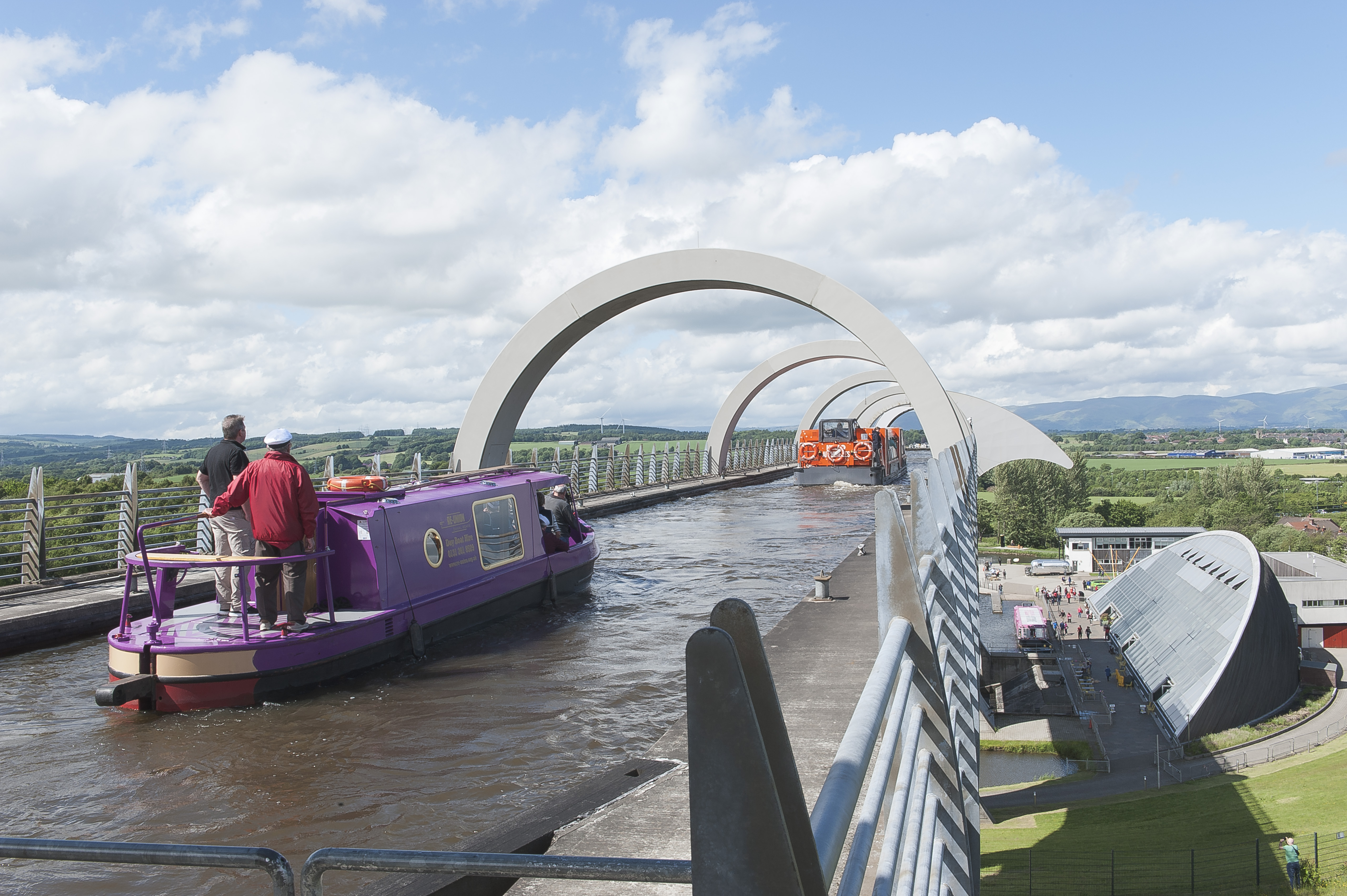
In avvicinamento all'entrata con le colline Ochil sullo sfondo

La Ruota di Falkirk (Falkirk Wheel), così chiamata dal nome della vicina città di Falkirk nella Scozia centrale, è un ascensore idraulico ruotante per imbarcazioni, che collega il canale Forth and Clyde allo Union Canal. Il dislivello tra i due bacini nel punto in cui è stata realizzata la ruota è di 24 metri, all'incirca equivalente all'altezza di un edificio di otto piani.
Il 24 maggio 2002, la regina Elisabetta ha inaugurato la ruota di Falkirk, durante i festeggiamenti per il suo Golden Jubilee. L'inaugurazione è stata rimandata di un mese a causa dell'allagamento causato da vandali che forzarono l'apertura dei cancelli.